# Warwara Nikolajewna Repnina-Wolkonskaja

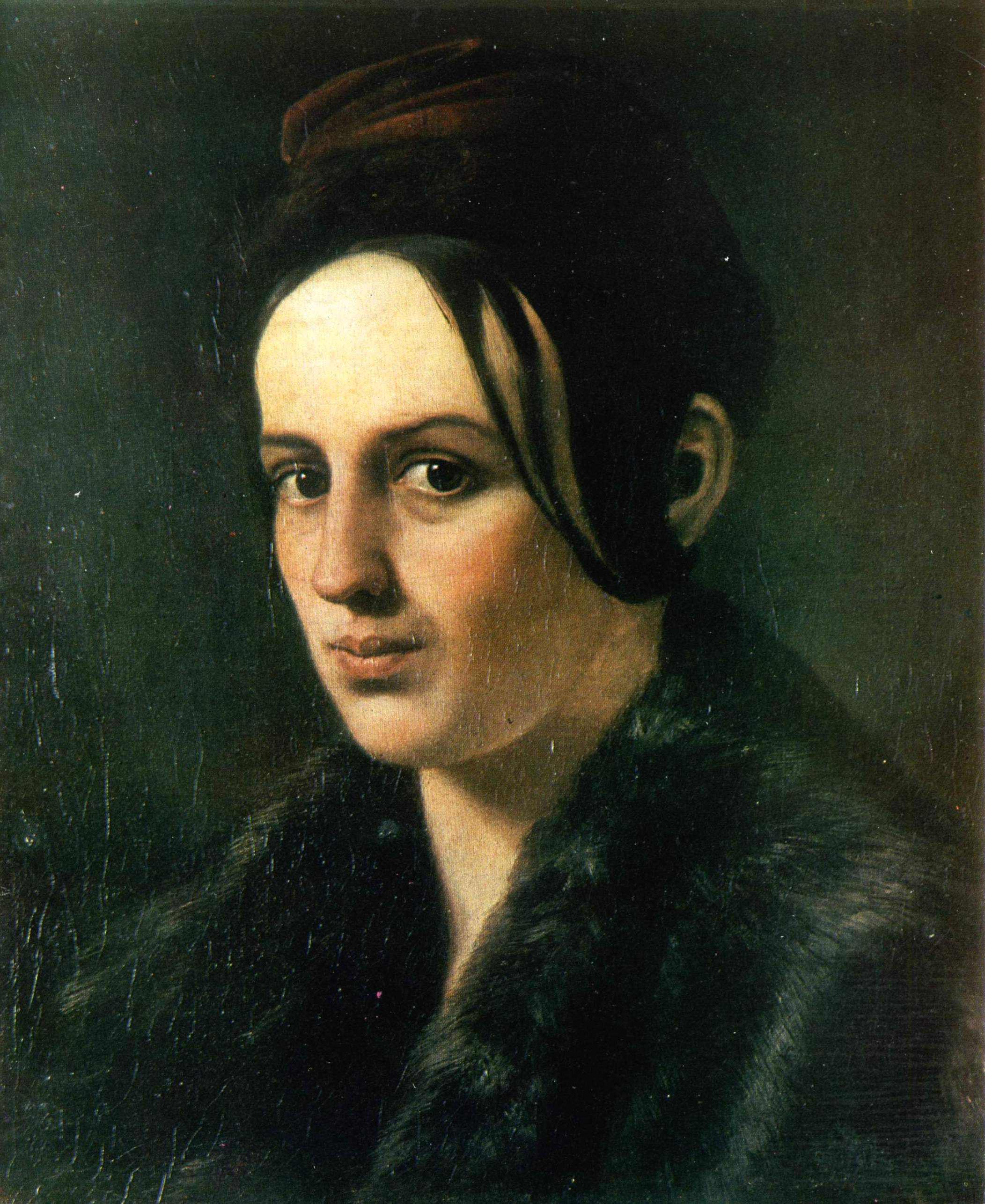
Warwara Repnina-Wolkonskaja; Glafira Psjol 1839, Nationales Museum Taras Schewtschenko, Kiew

Warwara Nikolajewna Repnina-Wolkonskaja (russisch Варвара Николаевна Репнина-Волконская; * 19. Julijul. / 31. Juli 1808greg. in Moskau, Russisches Kaiserreich; † 27. Novemberjul. / 9. Dezember 1891greg. ebenda) war eine russische Schriftstellerin und Memoirenschreiberin.

## Leben
Warwara Nikolajewna Repnina-Wolkonskaja kam als Tochter des Fürsten Nikolai Grigorjewitsch Repnin-Wolkonski, General der Kavallerie der russischen Armee, und Warwara Alexejewna Repnina-Wolkonskaja (Варвара Алексеевна Репнина-Волконская; 1778–1864), der Enkelin von Kirill Grigorjewitsch Rasumowski, dem letzten Hetman der Saporoger Kosaken in Moskau zur Welt. Sie war die Nichte des Dekabristen Fürst Sergei Grigorjewitsch Wolkonski.
Ihre frühe Kindheit verbrachte Warwara mit ihren Eltern in Prag und Wien. Im September 1816 wurde ihr Vater Generalgouverneur von Kleinrussland und die Familie zog ins ukrainische Poltawa. Dort studierte Warwara am Institut für edle Jungfrauen, nahm an verschiedenen Wohltätigkeitsveranstaltungen teil und besuchte das Theater. So kam sie mit Michail Schtschepkin und  Iwan Kotljarewskyj in Kontakt und lernte Wassili Kapnist, Petro Hulak-Artemowskyj und Nikolai Zertelew kennen.
Im Alter von 21 Jahren verliebte sie sich in Leo Baratynski (1805–1858), den Bruder des Dichters Jewgeni Baratynski, womit ihre Eltern jedoch nicht einverstanden waren und so wurde die Beziehung aufgelöst. 1836 trat ihr Vater in den Ruhestand, ging mit seiner Familie ins Ausland, und sie lebten die folgenden Jahre in Dresden, Rom und Florenz. In Baden-Baden traf sich Wawara 1842 mit Nikolai Gogol, mit dem sie fortan korrespondierte und später dessen Memoiren schrieb. Die Familie kehrte im selben Jahr ins Russische Reich zurück und ließ sich in Jahotyn im Gouvernement Poltawa nieder. In Wawaras Familie lebten zudem die Geschwister Alexandra, Tatjana und Glafira Psjol (Глафира Ивановна Псёл; 1823–1886), nachdem ihre Eltern verstorben waren.

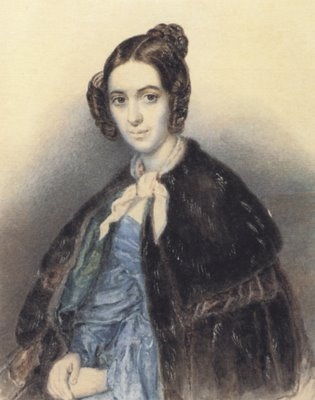
Bildnis Repnina-Wolkonskaja; Taras Schewtschenko, 1840er Jahre

Im Juli 1843 brachte der Adelsmarschall des Gouvernements Poltawa und Sohn von Wassili Kapnist, Alexei Kapnist (Алексей Васильевич Капнист; 1796–1867) Taras Schewtschenko zum Malen eines Bildes nach Jahotyn.
Schewtschenko wurde von der ganzen Familie herzlich aufgenommen und insbesondere Warwara zeigte sich seiner Kunst und seiner Person gegenüber besonders zugeneigt. Schewtschenko widmete ihr sein russisches Gedicht „Trisna“ (Тризна, zu deutsch: Das Begräbnisfest) und malte zwei Porträts von ihr.
Sie förderte seine Karriere als Künstler und unterstütze ihn dabei, als Zeichenlehrer an der St.-Wladimir-Universität lehren zu können. Nachdem Schewtschenko in der Verbannung war, setzte sie sich für Erleichterungen für ihn ein, schickte ihm Bücher und korrespondierte mit ihm, bis ihr dies vom Chef der dritten Abteilung der Hofkanzlei Graf Alexei Orlow im Jahr 1850 untersagt wurde. Es sind 8 Briefe von Schewtschenko an sie und 16 Briefe von ihr an Schewtschenko bekannt. In den frühen 1850er Jahren zog die ledig gebliebene Fürstentochter von Odessa, wo sie zwischenzeitlich lebte, nach Moskau, wo sie den Rest ihres Lebens verbrachte und 83-jährig starb.
Zahlreiche ihrer Artikel, wie „Die Biographie von Schewtschenko“, „Aus den Memoiren von Gogol“ und „Erinnerungen an die Bombardierung von Odessa im Jahr 1854“ wurden in der Zeitschrift „Russisches Archiv“ veröffentlicht. Ihre Beziehung zu Schewtschenko schildert sie in einem frühen, unvollendeten Roman "Devochka" (Ein Mädchen), in dem er eine zentrale Figur darstellt; Auszüge des Romans wurden 1916 veröffentlicht.
Mychajlo Wosnjaks Werk zu Schewtschenko und Repnina erschien 1925 in Lemberg.